# Оронт
Вижте пояснителната страница за други значения на Оронт.
Оро̀нт (от старогръцкото Ὀρόντης) или Нахр ал-Аси или просто Аси (на арабски: العاصي, на турски: Asi) е река в Западна Азия, която започва в Ливан, тече на север през Сирия, преди да влезе в Средиземно море близо до Самандаг в провинция Хатай, Турция.
Като главната река на Северен Левант, Оронт е бил мястото на много големи битки, включително битката при Кадеш (13 век пр.н.е.). Сред най-важните градове на реката са Хомс, Хама, Джиср ал-Шугур и Антакия (древната Антиохия, известна още като „Антиохия на Оронт“).
Дълга е 571 km, а площта на водосборния ѝ басейн е 22 300 km². Средният годишен отток в устието на реката е около 80 km³/s.

## Топонимия
През 9 век пр. н. е. древните асирийци наричат реката Аранту, а близките египтяни я наричат Араунти. Етимологията на името е неизвестна, но някои източници сочат, че може да произлиза от Arnt, което означава „лъвица“ на сирийските езици; други я наричат Алимас, „водна богиня“ на арамейски. Въпреки това Аранту постепенно се превръща в „Оронтес“ на старогръцки.
В древногръцката епична поема на Нон „Деянията на Дионис“ (около 400 г. сл. н. е.) се казва, че реката е кръстена на Оронтес – индийски военачалник, който се самоубива и пада в реката, след като губи от Дионис в единоборство. Според древногръцкия географ Страбон (в Geographica, около 20 г. сл. н. е.) реката първоначално е наречена Тифон, защото се казва, че Зевс е ударил дракона Тифон от небето с гръм и реката се е образувала там, където е паднало тялото на Тифон; обаче реката по-късно е преименувана на Оронт, когато човек на име Оронт построява мост над нея.
За разлика от тях македонските заселници в Апамея я наричат Аксиус, на името на македонски речен бог. Арабското име Ал-Аси (на арабски: العاصي) произлиза от древното Axius. Думата случайно означава „непокорен“ на арабски, което популярната етимология приписва на факта, че реката тече от юг на север за разлика от останалите реки в региона.
Частта от реката, течаща от езерото Хомс до Хомс, е известна като ал-Мимас, на светилището на Дейр Мимас, разположено там в чест на Свети Мамант от Цезарея.

## География
Оронт извира от изворите близо до град Лабве в Ливан от източната страна на долината Бекаа (в провинция Бекаа) между планината Ливан на запад и Антиливанските планини на изток, много близо до източника на течащата на юг Литани, и се движи на север, падайки 600 m през дефиле, за да напусне долината. Айн ез Зарка е един такъв голям извор. Други големи извори са Ал Габ, Ал Руж и Ал-Азрак.  Напускайки това дефиле, тя се разширява в езерото Хомс (изкуствено езеро, създадено от язовир от римската епоха, известно също като езерото Катина) в провинция Хомс в Сирия и през град Хомс. След това тече през провинция Хама и нейната столица Хама и древното място Лариса (Шайзар). Това е мястото, където реката навлиза в равнината Габ. По-надолу по течението, на източния край на Габ, се намира древният град Апамея. На запад е крайбрежната планинска верига Ансария. Последната сирийска мухафаза, през която минава, е Идлиб и град Джиср ал-Шугур. Този участък завършва при скалната бариера на Джиср ал-Хадид, където реката завива на запад в равнината на Антакия (долината Амик) в провинция Хатай в Турция.
Два големи притока – течащата на юг река Африн на запад и Карасу на изток, се присъединяват към Оронт през бившето езеро Амик чрез изкуствен канал (Нахр ал-Коусит). Преминавайки на север от Антакия (древна Антиохия), Оронт се гмурка на югозапад в пролом (сравнен от древните с Темпе) и пада 50 m на 16 km до морето точно на юг от Самандаг след общ курс от 450 km.

## История
Оронт не е лесно плавателна и долината извлича историческото си значение като път за трафик от север на юг; от Антакия на юг до Хомс и оттам до Дамаск през ал-Набек. Оронт отдавна е граничен знак. За древните египтяни тя отбелязва северния край на Амореите, източно от Финикия. На Оронт се води голямата битка при Кадеш (около 1274 г. пр.н.е.) между египетската армия на Рамзес II от юг и хетската армия на Муватали II от север. Реката е и мястото на битката при Каркар, водена през 853 г. пр.н.е., когато армията на Асирия, водена от цар Салманасар III, се сблъсква със съюзническа армия от 12 царе, водени от Хададезер от Дамаск.
Александър III Македонски придобива речната долина след поражението на персите през 333 г. пр. н. е. в битката при Иса (водена на река Пинарус близо до съвременния Искендерун и на север от съвременна Антакия). След смъртта му през 323 г. пр.н.е. тя става част от империята на Селевкидите. Селевкидските градове, основани на Оронт, включват Селевкия ад Белум, Антигония и Антакия. Няколко елинистически артефакта представят Тюхе от Антакия с мъжки плувец, олицетворяващ Оронт, в краката ѝ.
През 64 г. пр.н.е. Помпей Велики превзема долината на река Оронт и я прави част от новата римска провинция Сирия със столица Антакия. Язовирът на езерото Хомс е построен от римския император Диоклециан през 290 г. В допълнение към езерото Хомс, други римски язовири и диги са построени по поречието на река Оронт около Апамея, за да се напоява по-добре равнината Габ. През 198 г. сл. н. е. провинцията е разделена на Долен Оронт в новата провинция Коеле Сирия и Горен Оронт от Емеса (днешен Хомс) на юг в Сирия Финикия . По-късно Емеса е издигната до състолица на Сирия Финикия.
През 637 г. битката при Железния мост близо до Антакия се води между силите на Праведния халифат и Византийската империя близо до Железния мост, и е спечелена от халифата, която скоро поема контрола над цялата долина на реката.
За кръстоносците през 12 век река Оронт става постоянна граница между Княжество Антиохия и това на Халеб.
Изграждането на язовир за приятелство между Сирия и Турция започва през 2011 г., но е отложено поради гражданската война в Сирия. Войната вижда и обсадата на Хомс от май 2011 г. до май 2014 г.

## Значение
Реката винаги е била жизненоважен източник за селищата в Северна Сирия – Апамея, Хомс, Антиохия (столица на Селевкидите и на римската провинция Сирия). 
През епохата на Кръстоносните походи Оронт е южна граница на Антиохийското княжество.
Водите ѝ се използват за водоснабдяване и напояване. На нея са разположени градовете Ал Кусайр, Хомс, Ер Растан и Хама в Сирия, Антакия и Самандагъ в Турция.

## В литературата
Френският писател Морис Барес твърди, че преписва в Un jardin sur l'Oronte (1922) история, която ирландски археолог му превежда от ръкопис една вечер през юни 1914 г. в кафене на Оронт в Хама .